# 땅붓꽃속
땅붓꽃속(---屬, 학명: Geosiris 게오시리스[*])은 붓꽃과의 단형 아과인 땅붓꽃아과(---亞科, 학명: Geosiridoideae 게오시리도이데아이[*])에 속하는 유일한 속이다. 속명인 "게오시리스"는 "땅"을 뜻하는 고대 그리스어 "게오스(γεως)"와 "무지개" 또는 "붓꽃"을 뜻하는 "이리스(ἶρις)를 붙인 말이다.

## 하위 분류
- 땅붓꽃(G. aphylla Baill.)
- G. albiflora Goldblatt & J.C.Manning
- G. australiensis B.Gray & Y.W.Low